# Propionato de vinila
Propionato de vinila ou propanoato de vinila é o composto orgânico de fórmula C5H8O2, pertencente ao grupo dos ésteres do ácido propanóico.

## Propriedades
O propionato de vinila é um líquido incolor volátil altamente inflamável. É pouco solúvel em água e infinitamente solúvel em etanol, diversos outros solventes mais comuns e óleos vegetais.
É propenso a polimerização e é, portanto, industrialmente adicionado de inibidores, tais como o 4-metoxifenol adicionado na gama de cerca de 100 ppm.

## Produção
O propionato de vinila pode ser obtido do etino e do ácido propiónico em fase gasosa com propionato de zinco em carvão ativado como catalisador.